# Regina Frank

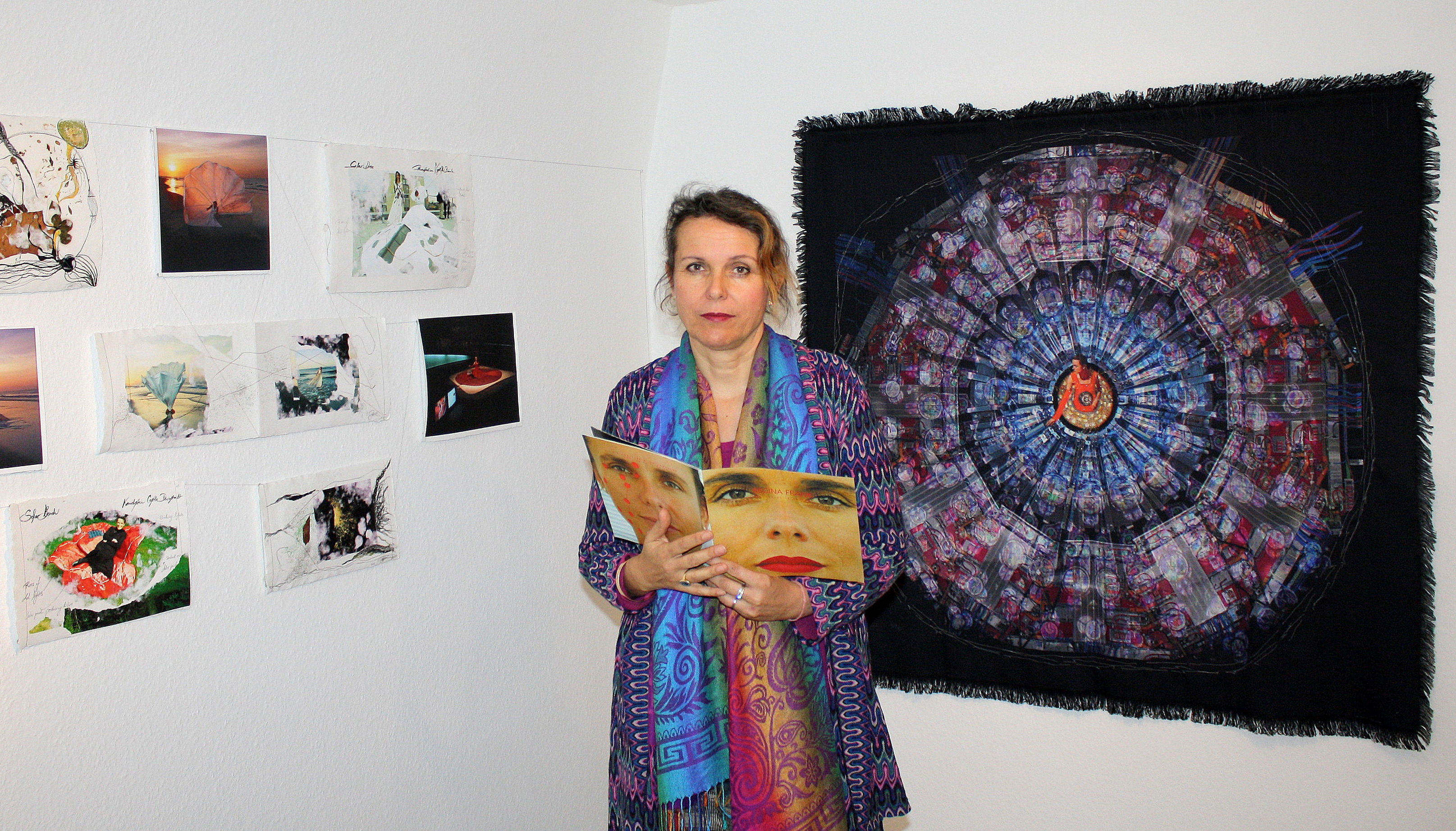
Regina Frank

Regina Frank (* 1965 in Meßkirch) ist eine deutsche Künstlerin. Sie gehört seit 1992 zu den Pionieren der Performance mit Integration des Internets und im Zusammenhang mit interaktiven Softwareinstallationen. Ihre Arbeiten verknüpfen die digitalen Medien, wie Internet und Computer, mit traditionellem Handwerk, Text und Textil. Ihre Performances und Installationen beschäftigen sich thematisch mit sozialen und politisch-gesellschaftlichen Fragen.

## Leben
Regina Frank lebte bis zum Abitur 1984 in Meßkirch. Unterbrochen durch viele Auslandsstipendien und Aufenthalte in den USA, Japan, China, Taiwan, Frankreich und Portugal, lebte sie immer wieder in Meßkirch und Berlin.

## Wirken
Der seit 1988 verwendete Titel „Die Künstlerin ist anwesend“ wurde 1989 „The Artist Is Present“ und blieb 25 Jahre lang ihr Titel und Motto bis 2015. Nachdem Marina Abramović den Titel „The Artist Is Present“ für ihre Ausstellung im Museum of Modern Art verwendete, änderte Frank schließlich ihren Titel 2015 auf „The Art Is Present“ mit Betonung auf die Kunst. Ab 2015 verwendet sie auch den Titel „The Heart is Present“ mit Zielsetzung auf das Wesentliche ihres Schaffens und auf eine stärkere Konzentration auf ihre Mission als Künstlerin.
Frank arbeitete visionär ab 1992 mit dem Internet, später entwickelte sie soziale Software mit dem WeltWeitWeben und setzte sich künstlerisch mit Verschlüsselungssoftware auseinander. Bereits 1994 entwickelte sie Performances am Internet über Telnet und CU-SeeMe-Software zwischen Tokyo und London. 1995 schrieb sie einen ersten Blog: 97 Tage lang und entwickelte 2004/2005 ein erstes soziales Netzwerk-Programm für das Umweltbundesamt in Dessau/Berlin. Ab 2008 entwickelte sie Lichtkleider, die mit Solarenergie funktionierten, und ab 2011 eine Solarbank und 2012 einen Solarbaum, mit dem Handys aufgeladen werden können. Seit 2011 arbeitet sie mit iLAND an Umweltfragen und seit 2015 recherchiert sie an einem neuen Projekt in der Teilchenforschung. Ihr Markenzeichen sind riesengroße Kleider, mit denen sie immer wieder neue abstrakte Themen aufgreift und ihnen eine visuelle Form gibt. Die Kleider, mit denen sie weitgehend im öffentlichen Raum auftritt, dienen als Vehikel für Diskussionen, um Daten sichtbar zu machen, Themen, die jeden angehen, so wie die Kleidung, die uns täglich berührt. „The Art Is Present“ (Die Kunst ist anwesend) und „The Heart Is Present“ (Das Herz ist anwesend) sind daher treffende Titel, weil sie mit abstrakten Themen immer wieder Unfassbares greifbar macht und visualisiert.
Von 1998 bis 1999 lehrte Frank an der School of the Museum of Fine Arts, Boston und war Artist in resident an der New York University, School of the Art Institute of Chicago, am M.I.T., Boston und am Bauhaus Dessau. Regina Frank referierte am Central Saint Martins College of Art and Design, London, an der New York University, am Metropolitan Museum of Art, Bronx Museum of the Arts in New York, Art Institute of Chicago, am MIT – Massachusetts Institute of Technology, School of the Museum of Fine Arts in Boston. Ihre Arbeiten wurden ausgestellt im New Museum of Contemporary Art, Serpentine Gallery, Staatliche Kunsthalle Berlin, Reina Sofia in Madrid, Museum of Contemporary Art in Los Angeles, Spiral Wacoal Art Center in Tokio und bei den Olympischen Spielen in Atlanta 1996, auf der ARCO in Madrid, im Art Institute in Chicago, Hannover Expo 2000, im Diego Museum of Art und im Hokkaido Museum of Modern Art.
Regina Frank arbeitete international seit 1989 unter dem Titel „The Artist Is Present“ in Museen und im öffentlichen Raum. Ihr erstes Buch „The Artist is Present“ wurde 1999 veröffentlicht.
Mit der Installations-Performance iLAND startete sie im Jahr 2011 und im Jahr 2013 während der Venedig Biennale (Infr'action). 2012–2015 reiste sie mit iLAND nach Chicago, München, Portugal, Finnland, Frankreich, Holland, England und China.
Von 1989 bis 1995 studierte Frank an der Universität der Künste Berlin und war Meisterschülerin bei Katharina Sieverding. Als Tutorin lehrte sie in den Bereichen Fotografie und Druckgrafik und organisierte viele Künstlergespräche von 1990 bis 1992, unter anderem mit Marina Abramović, John Cage, Joan Jonas, Alfredo Jaar, Antoni Muntadas, Joseph Kosuth, Dara Birnbaum, Christina Kubisch, Hans Haake, Guerilla Girls, Gretchen Faust, Stephen Willats, Ugo Dossi und Nan Goldin. Sie war Gründungsmitglied der studentischen Organisation Interflugs, die studentische Interessen an Verwaltung und Professoren vermittelte. Zusammen mit ihren Kommilitonen setzte sie sich für Gleichberechtigung ein und forderte einen höheren Anteil an Frauen als Professorinnen an der damals noch überwiegend männlich besetzten Hochschule der Künste.
So war sie aktiv im studentischen Streik. Neben etlichen subtilen Performances und fotografischen Arbeiten, die sich mit politischen Themen, wie Golfkrieg, Aids, Raum- und Ateliernot auseinandersetzen, arbeitete sie künstlerisch in einem besetzten Haus und später in einem Atelier oberhalb eines Asylheims. Sie setzte sich mit verschiedenen Aktionen im öffentlichen Raum für Gleichstellung, Integration von Ausländern sowie Akzeptanz von Homosexuellen ein und sammelte Mittel für verschiedene soziale Zwecke (ShoeshineWoman, See that you don’t Look, Die Künstlerin ist anwesend, The Artist Is Present). „Die Künstlerin ist anwesend“ und „The Artist Is Present“ war im politisch-gesellschaftlichen Sinne als Präsenz und Verantwortung (Antwort) des Künstlers zu sehen.
So gelang es ihr, auch andere Künstler zu überzeugen, sich anonym sozial unter diesem Titel zu engagieren. So ist es zu verstehen, dass sie sich später einem relativ einfachen Leben widmete, mit Konzentration ihrer Kraft auf vorwiegend karitativ-soziale Aktivitäten und sich vom internationalen Kunstmarkt zwischen 2006 und 2013 weitgehend zurückzog.
Ab 1993 setzte sie sich, basierend auf eigenen Erfahrungen in der Textilindustrie, mit globaler Arbeitsteilung (global labor division) auseinander und machte in einer 28-tägigen Performance auf die globale Unterbezahlung in der Textilindustrie aufmerksam. So saß sie 28 Tage lang im Schaufenster des New Museum of Contemporary Art und stickte Perlen auf ein Kleid. Täglich erhielt sie einen anderen Lohn, der sich nach dem Durchschnittslohn 28 verschiedener Länder berechnete. Am Anfang verdiente sie 17,10 Dollar die Stunde, täglich weniger, bis sie am Ende 20 Cent verdiente. Davon kaufte sie täglich Blumen und Brot, symbolisch als Nahrung für Körper und Seele und um die Kaufkraft ihres Lohnes klarer zu machen. Die Löhne wurden im Dow-Jones-Aktien-Index publiziert. Die damalige Installation, die bei dieser Performance entstand, wurde über Christies an Robert J. Shifflers Sammlung verkauft. Ein Teil des erwirkten Erlöses ging an eine Stiftung, die sich für die Rechte von illegal eingeschleusten Textilarbeitern einsetzte, die gewissermaßen wie Sklaven in kleinen Fabriken in Sweatshops von New York gehalten wurden. Die Arbeit wurde weitläufig diskutiert, neben einigen Fernsehreportagen erschienen Artikel in Parade Magazine, Harper’s Bazaar, Cosmopolitan und Vogue.
Ab 1993 setzte sie sich mit dem Internet als stetig wachsende Informationsquelle und Weltgehirn auseinander und fragte in Arbeiten wie „Hermes’ Mistress“ nach dem Sinn dieser Informationsflut, indem sie 1777 Stunden in verschiedenen Museen saß und Informationen aus dem Internet Buchstabe für Buchstabe auf ein inselartiges Kleid stickte. (26.000 Buchstabenperlen) Exit Art, New York / Kunsthalle, Berlin / Museum of Contemporary Art (MOCA), Los Angeles / Bronx Museum, New York / Reina Sofia, Madrid / Frauenmuseum (Bonn) / IAS, London / Spiral Wacoal Art Center, Tokyo / Kampnagel, Hamburg / UNESCO, Paris / Fondapol Paris / Shih-Chien-Universität(Taiwan)
Im Glasperlenspiel 1996 (benannt nach dem gleichnamigen Roman von Hermann Hesse) setzte sie sich mit der Kunst als Quelle für internationalen Austausch und als Friedensbeitrag auseinander (Siehe MIT „Conversations at the Castle“). Für diese interaktive Performance-Installation webte sie für die Olympischen Sommerspiele 1996 in Atlanta einen „Zaubermantel“ (Kimono) aus Lieblingsbüchern und Zitaten. Die Besucher konnten über das Internet zur Installation beitragen: mit virtuellen Perlen aus Texten und Gedichten (generiert durch ein Computerprogramm). Es entstand ein Raum, in dem es keinen Gewinner und keinen Verlierer gab, ein Olympisches Spiel für Jedermann – eine Möglichkeit, präsent zu sein, unabhängig von Raum und Zeit. Mit dem Glasperlenspiel gelang es Frank, auch auf dem Japanischen Markt Akzeptanz zu finden, die sich später nach Taiwan und China ausbreitete. Sie arbeitete mit Pixelpark an der Software und später mit Media Service Group.
Zwischen 1995 und 1999 arbeitete Regina Frank mit dem Internet und entwickelte Arbeiten wie A-dress. Hier schrieb sie in der Winnipeg Art Gallery in Kanada 97 Tage lang täglich einen Brief an ihr eigenes Kleid, stellvertretend als Ort und Heimat (Wortspiel Dress/Address). Der Brief war täglich auf einer Website abrufbar, wurde auf weißen Blättern ausgedruckt und füllte das Innere ihres Kleides, verknüpft mit welken und mit Tinte gefärbten Blättern auf der äußeren Oberfläche. Die Arbeit wurde als Titelbild verwendet für das Buch „Negotiating Domesticity“ von Hilde Heynen und Gülsum Baydar, Routledge Verlag.
1999 entwickelte sie ein Pilz-Kleid im Park Schloss Philippseich, und während der Expo 2000 in Hannover saß sie im Schaufenster des Pavillons der Internationalen Frauenuniversität und war mit der Börse durch eine Echtzeitverbindung verknüpft und spiegelte mit langsamen Bewegungen die steigenden und fallenden Aktienkurven wider sowie unsere Verwicklung mit dem menschlichen Alltag.
In „Whiteness in Decay“ im San Diego Museum of Art fragte sie: Was nährt Deine Seele? Die mehr als 3000 Antworten projizierte sie auf eine Leinwand hinter sich. Sie war zu dieser Performance eingegipst und befreite sich langsam aus der harten Schale, um dann auch die Früchte und Gemüse aus ihrer Gipskruste zu schälen und mit dem Publikum zu teilen.
In iLAND 2011–2015 setzt sie sich mit Umweltfragen auseinander. iLAND zeigt die unausgewogenen Zonen unseres Planeten zusammen mit intakten Landschaften, die in den letzten 500 Jahren noch nicht von Katastrophen heimgesucht wurden, in einer Textilcollage. Luftbilder und topographische Bilder wurden geändert, gemalt, gedruckt und in Fotomontagen kombiniert. Das Kleid und die Skulptur wurden zu einer Insel der Diskussion, ein Vehikel für Kommunikation und zum Feld für gemeinsame Reflexionen. Der Rock zeigt auf jeder Seite Gegensätze, beispielsweise Überschwemmungs- und Wüstengebiete: Wenn man den Stoff faltet, gleichen sie sich symbolisch an. In der Performance bewegt sie sich so langsam, dass die Bewegung als starkes Zeitraffer wahrgenommen wird, so wie der Effekt unseres Verhaltens oft ist, wenn wir in die Zukunft blicken oder die Vergangenheit analysieren.

## Mitgliedschaft
- Independent Performance Group

## Veröffentlichungen
- Regina Frank. The Artist Is Present. Performances 1992–1999. Biberach 1999, ISBN 3-00-004290-3.

## Performances, Installationen und Ausstellungen (Auswahl)
- The Art Is Present – Regina Frank, Meßkirch, 2015
- Das Netz, der Stoff und das Dazwischen, 2013
- Kunstbiennale „Vogelfrei“, Jagdschloss Kranichstein, FAZ, 2011
- Ästhetik mit Energiekonzept vereint, 2008
- Konstellationen, Umweltbundesamt, PDF, 2005